# 太平镇 (盈江县)
太平镇，是中华人民共和国云南省德宏傣族景颇族自治州盈江县下辖的一个乡镇级行政单位。

## 行政区划
太平镇下辖以下地区：
太平村、弄盏村、璋西村、黄龙村、大寨村、贺回村、卡牙村、龙盆村、芒允村、拉丙村和雪梨村。

## 中国传统村落
2013年8月，芒子街子被评为第二批中国传统村落。